# Terminalia foetidissima
Terminalia foetidissima är en tvåhjärtbladig växtart som beskrevs av William Griffiths. Terminalia foetidissima ingår i släktet Terminalia och familjen Combretaceae. Inga underarter finns listade i Catalogue of Life.

## Bildgalleri

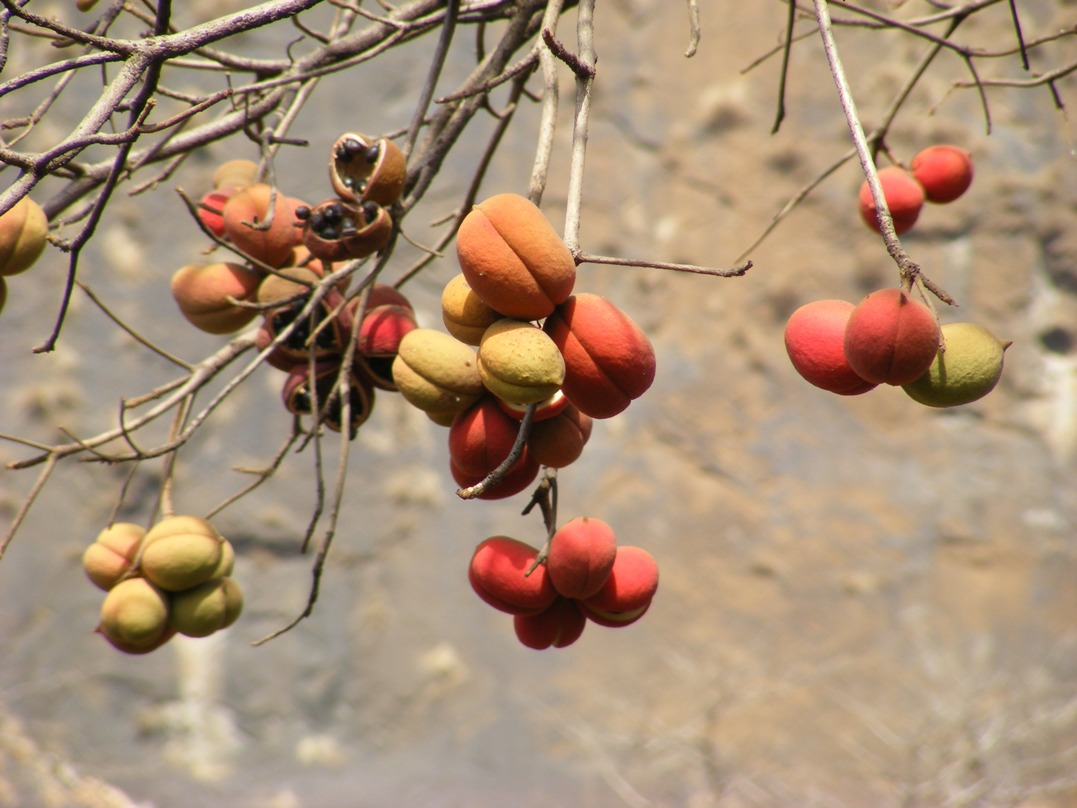
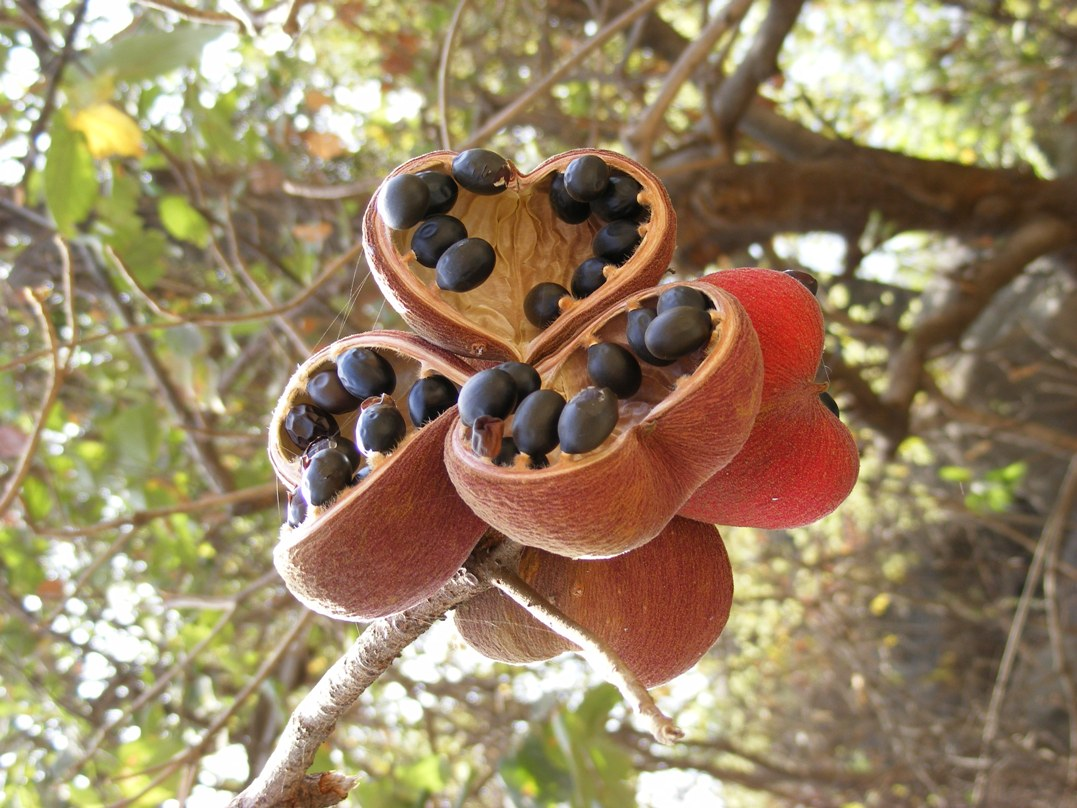